# Chirolepia maculipennis
Chirolepia maculipennis är en tvåvingeart som beskrevs av Günther Enderlein 1937. Chirolepia maculipennis ingår i släktet Chirolepia och familjen fjärilsmyggor. Inga underarter finns listade i Catalogue of Life.